# Banda Oriental

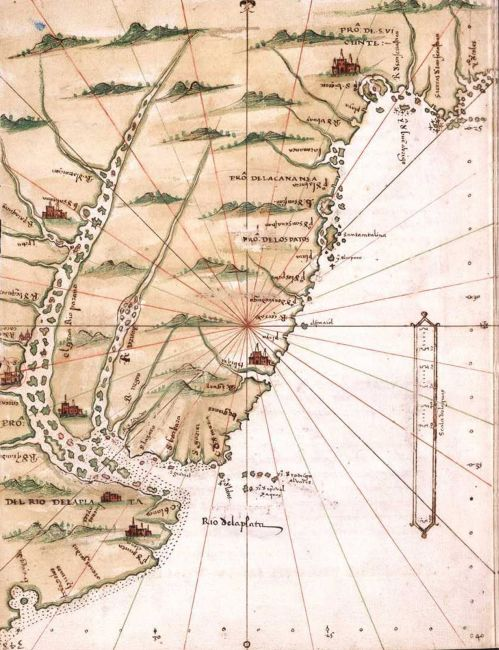
La Banda Oriental per Alonso de Santa Cruz, en el

Banda Oriental va ser la denominació del territori ubicat a l'est del riu Uruguai i al nord del riu de la Plata, sobre la costa atlàntica de Sud-amèrica. Abarcava una zona que es correspon en forma aproximada amb l'actual República Oriental de l'Uruguai i l'actual estat brasiler de Rio Grande do Sul. Era la terra més oriental del Virregnat del Río de la Plata i la seva extensió va disminuir a mesura que parts del seu territori van ser incorporats a Portugal com a part de la Capitania de Rio Grande de São Pedro. A l'origen, aquest territori, se l'anomenava, des del riu Paraná.
No va constituir una unitat administrativa, excepte en el curt període que se la va associar amb la creació de facto per José Artigas de la Província Oriental en 1813 i el posterior decret del Director Suprem de les Províncies Unides del Riu de la Plata del 7 de març de 1814, que va crear formalment la Governació Intendència Oriental del Riu de la Plata. A partir de la creació de l'Estat Oriental de l'Uruguai i la seva Jura de la Constitució de 18 de juliol de 1830, el seu territori es trobarà novament dividit. Tot i això, escriptors com William Henry Hudson o Jorge Luis Borges, seguiran associant i nomenant Uruguai, com a Banda Oriental.

## Antecedents
Dins dels límits de l'immens Virregnat del Perú, a principis del segle xvii els habitants d'Asunción del Paraguai parlaven de La Banda Oriental o Banda de los charrúas (aquesta última denominació era aplicada també a Entre Ríos) per significar els territoris que en aquestes latituds donaven a «La Mar del Nord» (nom que es donava llavors a l'oceà Atlàntic). L'àrea nord de la Banda Oriental era el territori anomenat amb la paraula d'origen guaraní Mbiaza, Mbiaça, Ybiazá o Ibiazá (la sortida) que, pel que sembla, per una remotíssima parofonia va ser «castellanitzada» amb el nom de La Vera. Al nord d'aquests territoris s'estenia el territori de la Guayrá o La Pineria que es correspon amb l'actual estat sud-brasiler de Paraná, territori que es trobava també sota jurisdicció d'Asunción del Paraguai.
A finals del segle xvii, La Vera o Ibazá es corresponia amb les costes de Santa Catarina i de l'actual Estat del Paraná, mentre que al sud es parlava directament de la Banda Oriental (incloent-hi l'anomenada Campaña del Río Grande de San Pedro; en la versió portuguesa, Região da Campanha do Rio Grande do Sul).
El 1618, la Banda Oriental va quedar integrada en la Governació del Riu de la Plata.
El 1750 es va crear la Governació de Montevideo amb jurisdicció als departaments del sud de l'actual Uruguai. Els territoris de la resta de l'actual Uruguai juntament amb part de l'actual estat brasiler de Rio Grande do Sul van continuar formant part de la Intendència de Buenos Aires.
En 1777, pel Tractat de San Ildefonso, Espanya va delimitar aquesta regió amb Portugal i va ser integrada més plenament al Virregnat del Río de la Plata.

### Els límits en concloure la Guerra dels Set Anys
En concloure la Guerra dels Set Anys, els límits amb els territoris ocupats pels lusobrasilers van fluctuar gairebé constantment. En línies generals, el límit de la Banda Oriental en aquella època va ser al nord-oest el riu Piratiní fins a la seva desembocadura a l'oceà Atlàntic i al nord la Cuchilla de Santa Ana (no com apareix a la cartografia del segle xx i inicis del segle xxi, sinó com la línia d'alts cims que formen part del divortium aquarum entre la Conca de la Plata i les conques directament afluents a l'oceà Atlàntic). D'aquesta manera, el Fort de Santa Tecla, pocs quilòmetres al nord-oest de l'actual ciutat de Bagé (anomenada pels espanyols, argentins i uruguaians al segle xix «Valles»), pràcticament a les naixents del Río Negro, era un de els límits precisos de la Banda Oriental. Després, al nord, ja integrada la Banda Oriental al Virregnat del Río de la Plata, la línia fronterera amb les possessions portugueses de Brasil seguia per l'esmentat divortium aquarum, les carenes qual rebien el nom de Sierra de los Tapes o Monte Grande (tal qual es grafica en el minuciós mapa realitzat per Joseph Varela y Ulloa el 1777), de manera que la meitat occidental de l'actual estat de Rio Grande do Sul era part de la Banda Oriental o de la província de Misiones Orientales, sent algunes de les fortificades poblacions frontereres en aquesta regió: Batovy, Santa María, Cruz Alta i la Guardia de San Martín.

### Els límits durant el Virregnat del Riu de la Plata
Dins del Virregnat del Río de la Plata els límits septentrionals de la Banda Oriental també van variar, segons les circumstàncies: en cert moment el riu Queguai Grande (formalment) el límit més austral de la reducció de Yapeyú, o el Río Negro, més endavant (de fet), va constituir el límit sud de la província militaritzada de Misiones, encara que en el fàctic, el govern de Montevideo (i de la Banda Oriental) s'estenia fins al tàlveg o talweg del riu Ibicuy i el seu curs alt, anomenat riu Santa María. Al nord d'aquest límit es trobaven les Misiones Orientales, anomenades també Los Siete Pueblos, Las Once Estancias o El Tapé.

## Les poblacions de la Banda Oriental
Abans de l'arribada dels espanyols hi havia pobles originaris a la Banda Oriental des de feia uns quants milers d'anys, com ho testimonien els cerritos d'indis trobats a l'est.
Les primeres poblacions espanyoles de la Banda Oriental, que daten del segle xvi, van ser efímeres:
- Fortín de San Lázaro (fundat el 7 d'abril de 1527 - octubre de 1530, per Sebastià Cabot).
- Puerto de San Salvador (fundat el maig de 1527 - octubre de 1530, per Sebastià Cabot).
- Ciudad de San Juan (fundada pel capità Juan Romero de Pineda el 1552-1553).
- Ciudad Zaratina del San Salvador (fundada per Juan Ortiz de Zárate el 30 de maig de 1574 i abandonada el desemgre de 1577).

El 1624 el governador de Buenos Aires, Francisco de Céspedes, va ordenar fundar a la confluència del Río Negro amb l'Uruguai les reduccions d'indis de San Francisco de Olivares (de xarrues) i San Juan de Céspedes (de chanás). Ambdues reduccions estaven a càrrec de franciscans i van desaparèixer cap a 1631.
Al moment de la Revolució de maig de 1810, la Banda Oriental, tenia com a jurisdiccions, subdividint-se en tres subsectors: la Intendència de Buenos Aires, la Governació de Montevideo i la Governació de les Missions Guaraníes, sense considerar la regió de Rio Grande que havia passat a Portugal, a l'est del riu Yaguarón, la llacuna Merín i el rierol Chuy, on es troba Rio Grande que havia estat fundat el 17 de febrer per José da Silva Paes com a colònia militar anomenada Forte Jesus, Maria, José de Rio Grande i des de maig com a colònia civil, poblat que va romandre sota ocupació espanyola entre el 12 de maig de 1763 i el 1r d'abril de 1776, quan la van recuperar els portuguesos, el mateix que un breu temps el 1767.

### El sector dependent del Govern de Misiones Guaraníes
Al nord de la línia dels rius Queguai i Río Negro fixada pel virrei Juan José de Vértiz i Salcedo, el territori estava sota la jurisdicció del Govern dels Treinta Pueblos de las Misiones Guaraníes. Ja a finals del segle xvii, en les estàncies de les missions jesuítiques guaranís, dependents de la Reducció de Yapeyú, es van assentar famílies d'indis tapes guaranís, als llocs postas, de la seva frontera del límit de l'extrem sud, sobre el Queguai, entre ells, San Juan Bautista, el més important i que encara manté els seus grans murs de pedra en ús, on s'ubica l'actual estància Buen Retiro (Departament de Paysandú, Uruguai). En aquest lloc, el bestiar cimarró (també anomenat matrero o malevo), que quedava per cansat, ferit o perquè havia donat cria, es convertia en «estante» o bestiar mans. Aquest bestiar, seleccionat pels cabells foscos, va donar origen a la paraula «estancia» (una gran extensió de camp natural, amb animals criats a l'aire lliure tot l'any, com passa al Riu de la Plata). Altres llocs postas, que es coneixen d'aquesta època, importants com a vigilants de terres i bestiars, van ser: San Martín, San Jerónimo i San Borja. Al segle xviii i xix, es funden les poblacions de:
- Paysandú (antic assentament, port posta de les missions jesuítiques guaranís, que apareix en un antic mapa de 1749 (dibuixat pel missioner P. José Quiroga Méndez; Museu del Col·legi de Colegio de Nuestra Señora del Rosario), que va tenir parròquia des de 1805).
- Villa de Belén (fundada el 14 de març de 1801 pel capità Jorge Pacheco).

Com que els bestiars del territori de Misiones Orientales es confonien amb els ubicats al sud del Río Negro, es va produir un plet sobre la jurisdicció dels terrenys situats entre els rius Yí i Río Negro, resultant desfavorable als missioners, els qui amb l'objecte d'afirmar la seva jurisdicció van enviar, a finals de 1772, al corregidor Gregorio Soto amb 12 famílies i el pare Policarpo Sandú, que van fundar Paysandú.
El 1801, forces portugueses van ocupar els set pobles de les Misiones Orientales fins al riu Ibicuí i van destruir Santa Tecla i Batoví.

### El Govern de Montevideo
El Govern Polític i Militar de Montevideo comprenia el sector entre el rierol Cufré, turó Pan de Azúcar (Uruguai), la Cuchilla Grande (Uruguai) fins al turó Ojosmín (Departament de Flores) i el Riu de la Plata, existint allí les poblacions de:
- Ciudad de San Felipe y Santiago de Montevideo (assentament portuguès entre 1723 i 1724, fundada el 20 de desembre de 1726 per l'espanyol Bruno Mauricio de Zabala, tenia un Cabildo colonial presidit pel governador).
- Villa de San Juan Bautista, actualment Santa Lucía (fundada el 19 de desembre de 1782, tenia un cabildo).
- Villa de Nuestra Señora de Guadalupe, actualment Canelones (fundada el 1774 al lloc anomenat Talitas i traslladada el 24 d'abril de 1783 a la seva ubicació actual, tenia un cabildo).
- Villa San José (fundada el 1r de juny de 1783, tenia un cabildo).
- Concepción de Pando (fundada el 5 d'agost de 1780).
- San Isidro Labrador de las Piedras (fundada no oficialment el 8 de març de 1744 i com a vila el 1800).
- San Fernando de la Florida Blanca, actualment Florida (fundada el 24 d'abril de 1809 en traslladar-la des d'El Pintado, que datava del 1800).
- Nuestra Señora de la Santísima Trinidad de los Porongos (fundada el 14 d'abril de 1804), es trobava fora de la jurisdicció original de Montevideo.

### La resta del territori
Es trobava sota dependència directa de Buenos Aires, en els aspectes polítics el govern era exercit pels cabildos a les viles on n'hi hagués. Per a la dependència militar el seu govern es delegava a les comandàncies de:
- Comandància de Colonia del Sacramento, fundada en 1680 pel portuguès Manuel Lobo, va ser presa pels espanyols el 1680, 1705, 1762 i 1777 i recuperada el 1683, 1716 i 1763. La plaça tenia un alcalde de germandat del seu comandant depenien militament:
  - Rosario del Colla (fundada el 24 de gener de 1775 com caserío de El Colla o Vigilancia, vila desde 1810), tenía un alcalde de germandat.
  - Real de San Carlos (es va iniciar com a campament militar en 1680, anomenat Campo del Bloqueo fins a 1762), tenia un alcalde de germandat.
  - Las Víboras, fundat el 1780, avui gairebé inexistent
  - Las Vacas (ex-estància jesuita),la seva població va ser traslladada per José Gervasio Artigas el 1816 a Carmelo.
  - Santo Domingo Soriano (erigida com a reducció de chaná a l'illa Vizcaíno el 4 de juny de 1624), traslladada al seu actual emplaçament en 1708, tenia un cabildo la jurisdicció del qual estava delimitada pel riu Uruguai, Río Negro, Arroyo Grande, Arroyo Maciel i riu San Salvador. De la mateixa depenien políticament:
    - Nuestra Señora de Mercedes, més coneguda com a Capilla Nueva (fundada el 1788), tenia un alcalde de germandat.
    - Dolores de San Salvador (fundada el 22 de setembre de 1801, després de traslladar-la des de San Juan o El Espinillo, lloc que va estar poblat entre 1780 i 1800), tenia un alcalde de germandat.

- Comandància de Frontera en la Ciudad de San Fernando de Maldonado, (la vila va ser fundada el 1755, va ser ciutat des de 1786. Tenia un cabildo des del 5 de setembre de 1784,[5] i des de 1792 un Ministre de Reial Hisenda. La comandància va ser creada l'11 d'octubre de 1763).Depenien del seu comandant militar:
  - Nuestra Señora de los Remedios de Rocha (fundada el 21 de novembre de 1793 per Rafael Pérez del Puerto), tenia un alcalde de germandat
  - Villa de Nuestra Señora de la Concepción de Minas (fundada en 1783 per Rafael Pérez del Puerto).
  - Villa de San Carlos (fundada per Ceballos el 1763 amb famílies portugueses, des de 1771 va deixar de dependre en els assumptes polítics del comandant de Maldonado)
  - Fortalesa de Santa Teresa (fundada pels portuguesos el 1762, ocupada per Ceballos el 1763). Va ser una comandància separada des del 1763, abans de dependre de Maldonado. La seva jurisdicció estava compresa entre els rierols Don Carlos i Chuí. El poble poble de Santa Teresa va existir fins al seu abandonament el 1811
  - Fort de San Miguel (construït el 1734, abandonat i reconstruït per portuguesos el 1737, va ser pres per Ceballos el 1763).

- Comandància General de la Campaña (Cerro Largo), en la Villa de Nuestra Señora del Pilar del Cerro Largo, actualment Melo (fundada el 27 de juny de 1795 junt a la Guardia de San Nicolás de Bari o de Cerro Largo, existent des de 1791 i fundada per Cipriano de Melo y Meneses, ocupada per Portugal el 1801 i recuperada per Espanya aquest mateix any). Aquesta comandància va ser separada de la de Maldonado a finals de 1795. Es trobaven sota la seva dependència les guàrdies de: San Luis del Piray, Aceguá, Arredondo (actualment Río Branco), San Antonio de la Barra, San José, Santa Rosa ((les 3 últimes creades el 1792 entre els rius Priratiní i Yaguarón).
  - Villa de San Gabriel de Batoví (fundada per Félix de Azara el 2 de novembre de 1800 i destruïda el 29 de juny de 1801).
  - Fort de Santa Tecla (fundat el 1774 i destruït el 29 de juny de 1801)
  - San Rafael del Tacuarembó (guàrdia fundada el 1793 entre Batoví i Santa Tecla).

## ElsCuratos
Els primers curatos van ser els de Montevideo, San Fernando de Maldonado, San Carlos, Canelones, Colonia i Santo Domingo Soriano, amb l'ajuda de la parròquia de Mercedes.
Al febrer de 1805 van ser creats els curatos de: Santísima Trinidad de los Porongos, San Benito de Paysandú, San Rafael del Cerro Largo, San José, Concepción de Minas, El Pintado, i Carmen del Yí
En altres moments van ser creats: San Isidro de las Piedras, Vívoras i Espinillo.

## Des de la independència
El 1811, davant la Invasió lusobrasilera d'aquell any dirigida per Diogo de Souza, es va signar el Tractat Herrera-Rademaker entre el representant oriental de les Províncies Unides del Riu de la Plata, Nicolás Herrera i el tinent coronel del Regne Unit de Portugal, el Brasil i l'Algarve d'origen anglès Juan Rademaker; en aquest tractat es va estipular una treva per la qual els lusobrasilers es retiraven al nord del Cuareim, establint els invasors lusobrasilers un campament militar a San Diego (a poc més de 24 km al sud-est de l'actual Alegrete) i un Districte d'Entre Ríos delimitat al nord pel riu Ibicuí, a l'est pel riu Santa Maria, a l'oest pel riu Uruguai i al sud pel ja citat Cuareim (escrit Quaraí pels lusobrasilers). El nom donat per portuguesos i brasilers a tal districte suggereix que (igual que «Província Cisplatina») era denominació per asseure precedents sobre possibles territoris a ocupar a l'oest del riu Uruguai, en el cas del «Districte d'Entre Ríos» sembla haver estat una denominació per després adduir drets sobre la mesopotàmica Província d'Entre Ríos. El 12 d'octubre de 1811, amb l'aixecament del setge de Montevideo, José Gervasio Artigas es perfila com a cap natural de la nació de la Banda Oriental, en liderar l'Èxode Oriental.
Mentrestant, els lusobrasilers van repartir en sesmaries els territoris ocupats. Aquestes sesmaries van ser lliurades a terratinents portuguesos i brasilers o a individus que estaven cooptats pel Regne Unit de Portugal, el Brasil i l'Algarve; una plaça forta dels mateixos va ser establerta a la vora del rierol Iñanduy primer amb el nom d'Iñanduy (o en portuguès Inhanduí) actual Estància Santa Jovita a uns 24,5 km a l'E.N.E de l'actual Alegrete i després a la riba esquerra del riu Ibirapuitá / Ibirapuitã (aproximadament al lloc de l'actual Alegrete). El territori estava poblat majoritàriament per gent d'orígens guaranís, guenoas i xarrues, molts d'ells favorables a José Gervasio Artigas pel que el poblat regit pels lusobrasilers amb el nom de Nossa Senhora da Conceiço dos Aparecidos (La Nostra Senyora de la Concepció dels Apareguts) ubicat al marge esquerre de l'Ibirapuità va ser incendiat i abandonat el 1814 pels seus mateixos pobladors favorables a Artigas quan es va presentar el cap oriental i artiguista José Antonio Berdún. Per això el lloc d'aquest antic poblat avui es coneix en portuguès com a «Capela Queimada», a 24 km de l'actual Alegrete.
En 1813, a instàncies de José Gervasio Artigas, a la Banda Oriental se li va donar la denominació de «Província Oriental», passant a ser una més de les Províncies Unides del Riu de la Plata, gestació que comença amb la batalla de Las Piedras (1811), en què el cap dels orientals, venç l'exèrcit colonial espanyol. Els patriotes reclamaven els territoris del Govern Polític i Militar de Montevideo i les àrees al nord del Riu de la Plata i a l'oest del riu Uruguai fins als límits amb els dominis portuguesos, que havien pertangut a la Governació Intendència de Buenos Aires i part del Govern dels Trenta Pobles de les Missions Guaraníes.
El 7 de març de 1814, el Director Suprem de les Províncies Unides del Riu de la Plata, Gervasio Antonio de Posadas, va crear la Governació Intendència Oriental del Riu de la Plata, que en els fets ja existia per obra de José Gervasio Artigas. La Província Oriental va quedar definitivament consolidada el 23 de juny de 1814 quan les tropes enviades pel Govern de Buenos Aires al comandament de Carlos María de Alvear van entrar a Montevideo, posant fi a la dominació espanyola a la ciutat. Aleshores, el Directori va designar com a governador Nicolás Rodríguez Peña. Artigas, principal de la Lliga Federal, no va reconèixer al govern porteny, i va prendre la ciutat, després de la batalla de Guayabos, amb el seu exèrcit comandat per Fructuoso Rivera, el 10 de gener de 1815. Aquest combat, va significar l'alliberament de la Província Oriental de la dominació directorial i va iniciar el període de màxim poder d'Artigas. Com a conseqüència d'aquesta batalla, Carlos María de Alvear va oferir a Artigas la independència del territori, però el cabdill oriental es va enutjar amb aquesta proposta pel seu ideari defensor del federalisme.
Entre els anys, 1816-1819, la Banda Oriental, per acció de la invasió lusobrasilera, va ser ocupada el 1820. Malmès l'exèrcit oriental a la batalla de Tacuarembó, amb Artigas gairebé sense exèrcit i Rivera envoltat per les tropes comandades per Bento Manuel Ribeiro i «Don Frutos» (com així se'l coneixia al cabdill oriental Fructuoso Rivera), es va veure obligat a concertar la pau, amb l'Acord de Tres Árboles (al paratge Tres Árboles) proper a la riba del riu Queguay (actuals camps d'Estancia Buen Retiro, a les rodalies del poble Morató, Departament de Paysandú).
El 25 d'agost de 1825, per acció de Juan Antonio Lavalleja, Manuel Oribe, i altres patriotes integrants dels Trenta-Tres Orientals, van dur a terme la Croada Alliberadora, que després de l'Abraçada del Rierol Monzón, amb la unió de Fructuoso Rivera, es va declarar la Independència, germen de l'Estat Oriental de l'Uruguai, que es faria efectiva tretze anys després d'aquells fets de 1815, amb la Campaña de Rivera a Misiones Orientales i la signatura de la Convenció Preliminar de Pau (1828).
És de fer notar que, malgrat que el mateix José Gervasio Artigas reclamava les Misiones Orientales que havien estat ocupades per la invasió lusobrasilera, tot i així amb aquest territori, no s'abastava tota l'extensió original donada a la Banda Oriental, que inclouria (actualment), tot Rio Grande do Sul, Santa Catarina i, fins i tot, la Guayrá (o Pinería), i aproximadament també el Paraná.